# Hymenocephalus italicus
Hymenocephalus italicus är en fiskart som beskrevs av Giglioli, 1884. Hymenocephalus italicus ingår i släktet Hymenocephalus och familjen skolästfiskar. Inga underarter finns listade i Catalogue of Life.